# Abri de Puerto Roque

L' abri de Puerto Roque est un site archéologique situé dans la commune de Valencia de Alcántara (Estrémadure en Espagne),.
C'est un abri sous roche situé dans la Sierra de San Pedro (es) contenant des peintures rupestres d'Art schématique ibérique  datées par l'Université d'Estrémadure de 3.500 à 2.250 av. J.-C.. Elles ont été découvertes par Juan Carlos Jiménez le 26 mars 2012, attirant ainsi l'attention des experts en archéologie, qui les ont annoncées en juillet 2012.
Dans la région de Valencia de Alcántara et Santiago de Alcántara, cinquante lieux avec des peintures ont été localisés. Les communautés qui les ont construits sont les mêmes que celles qui ont construit les cinquante dolmens de la région.

## Vestiges archéologiques
En raison de la qualité et de l'intérêt scientifique de ses représentations peintes, il a été inscrit sur l'itinéraire culturel « Sentiers de l'art rupestre » du Conseil de l'Europe. Cette reconnaissance place cet abri sous roche au rang des principales collections européennes d'art rupestre incluses dans ce circuit touristique et culturel.

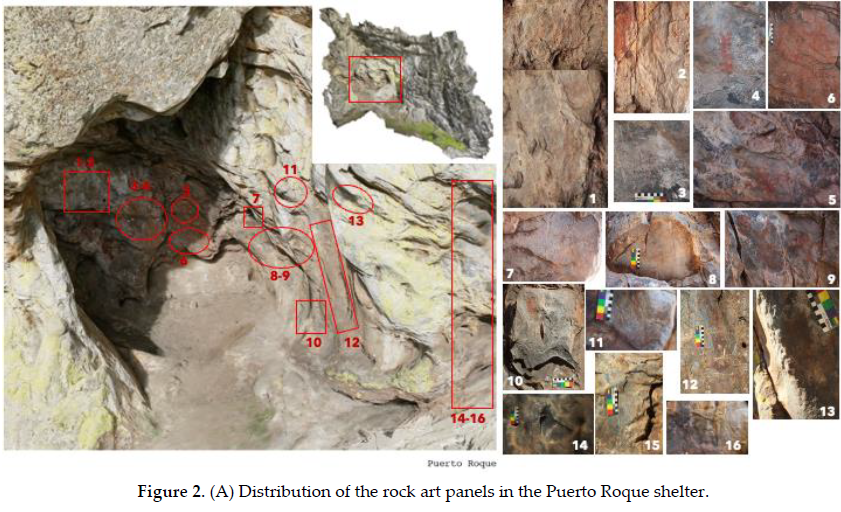
Répartition des panneaux d'art rupestre dans l'abri de Puerto Roque.

Les peintures retrouvées datent de 3500 à 2250 av. J.-C.. Dans l'abri de Puerto Roque, et en général dans tous les abris présentant de l'art rupestre schématique, on peut reconnaître trois types fondamentaux de figures : des représentations humaines, des figures animales et des motifs symboliques (barres, cercles, soleils, points, triangles, etc.). Ces peintures ont servi de système de communication pictographique tout au long de la préhistoire, à travers lequel les groupes humains qui les réalisaient communiquaient des idées, des croyances, des rites, des coutumes, des traditions ou indiquaient la possession ou le contrôle de routes, de ressources de subsistance ou de territoires.

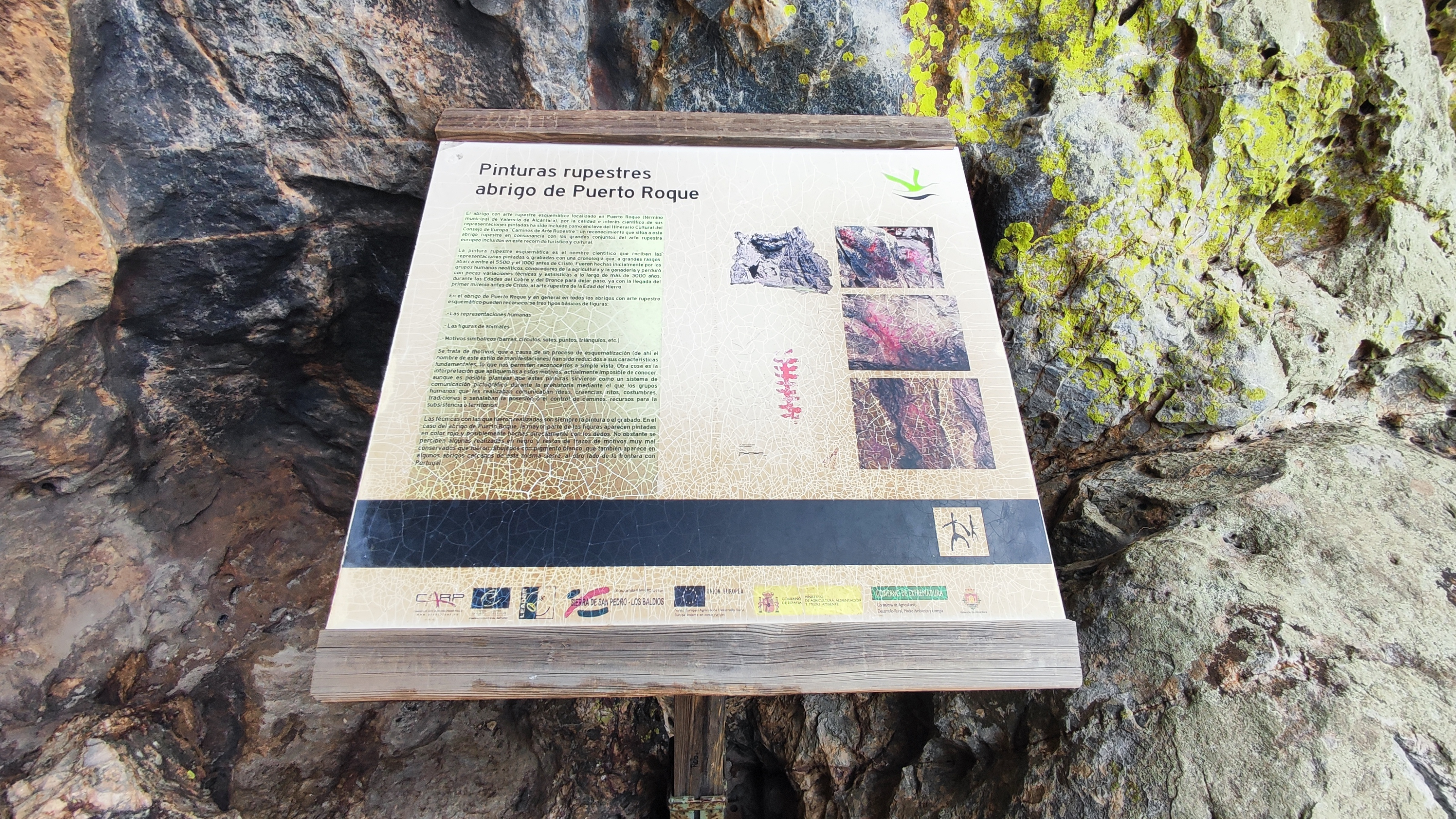
Panneau informatique.

La plupart des figures semblent peintes en rouge et peut-être réalisées directement avec les doigts. Certains sont réalisés en noir et il existe des traces de motifs mal conservés dessinés avec du pigment blanc, qui apparaît également dans certains abris proches de cette même chaîne de montagnes, de l'autre côté de la frontière avec le Portugal. Des études scientifiques ont identifié l’utilisation d’hématite, de minéraux argileux et de quartz, ainsi que de fer, dans la composition de pigments. L’utilisation de pigments ocres pour obtenir les teintes rouges vibrantes de l’art rupestre ajoute non seulement de la profondeur à la compréhension des choix artistiques, mais révèle également l’inventivité des artistes.
Cet abri fait partie de la route européenne des sentiers d'art rupestre préhistorique (Caminos del Arte Rupestre Prehistórico (es)).

## Galerie

Puerto Roque
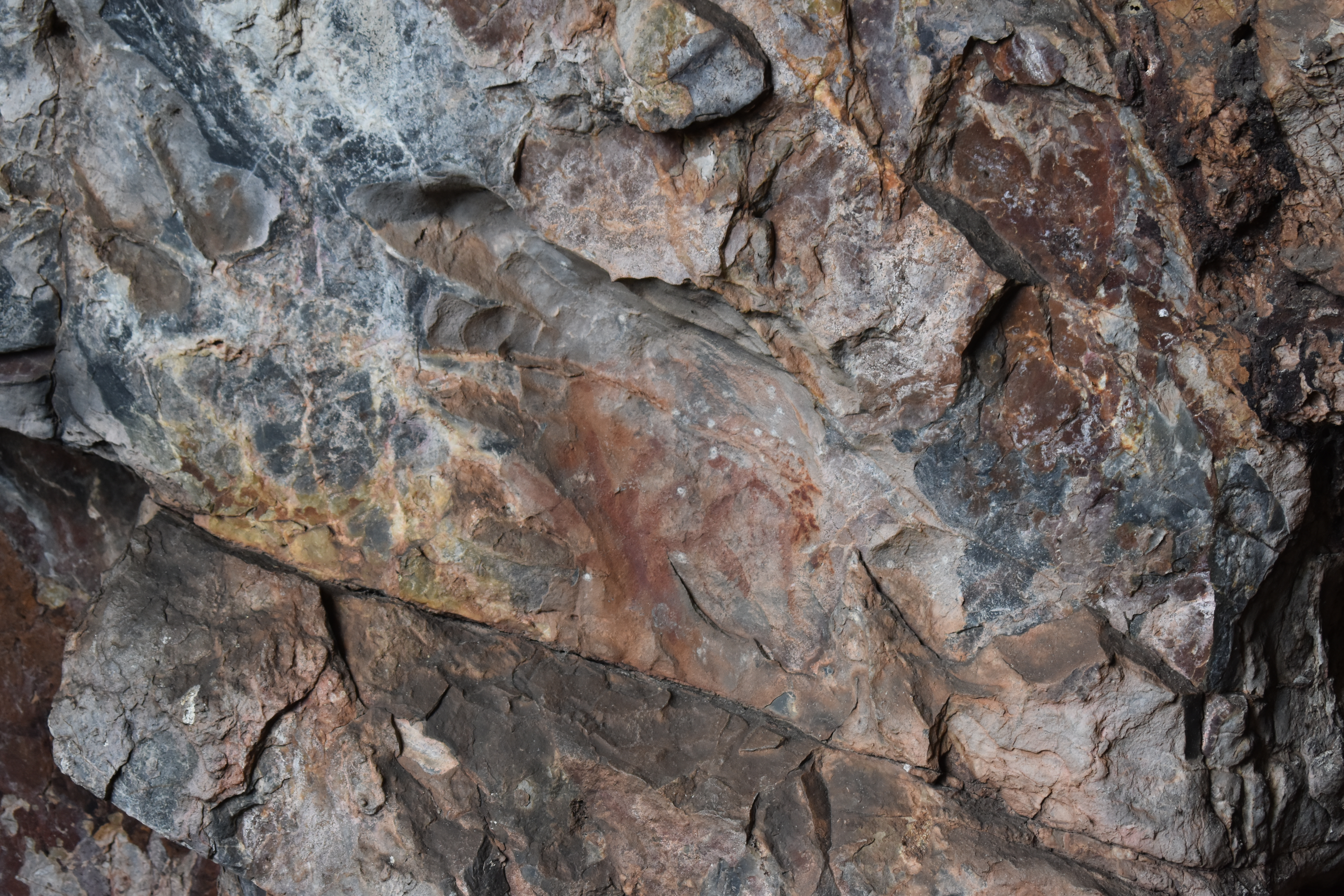
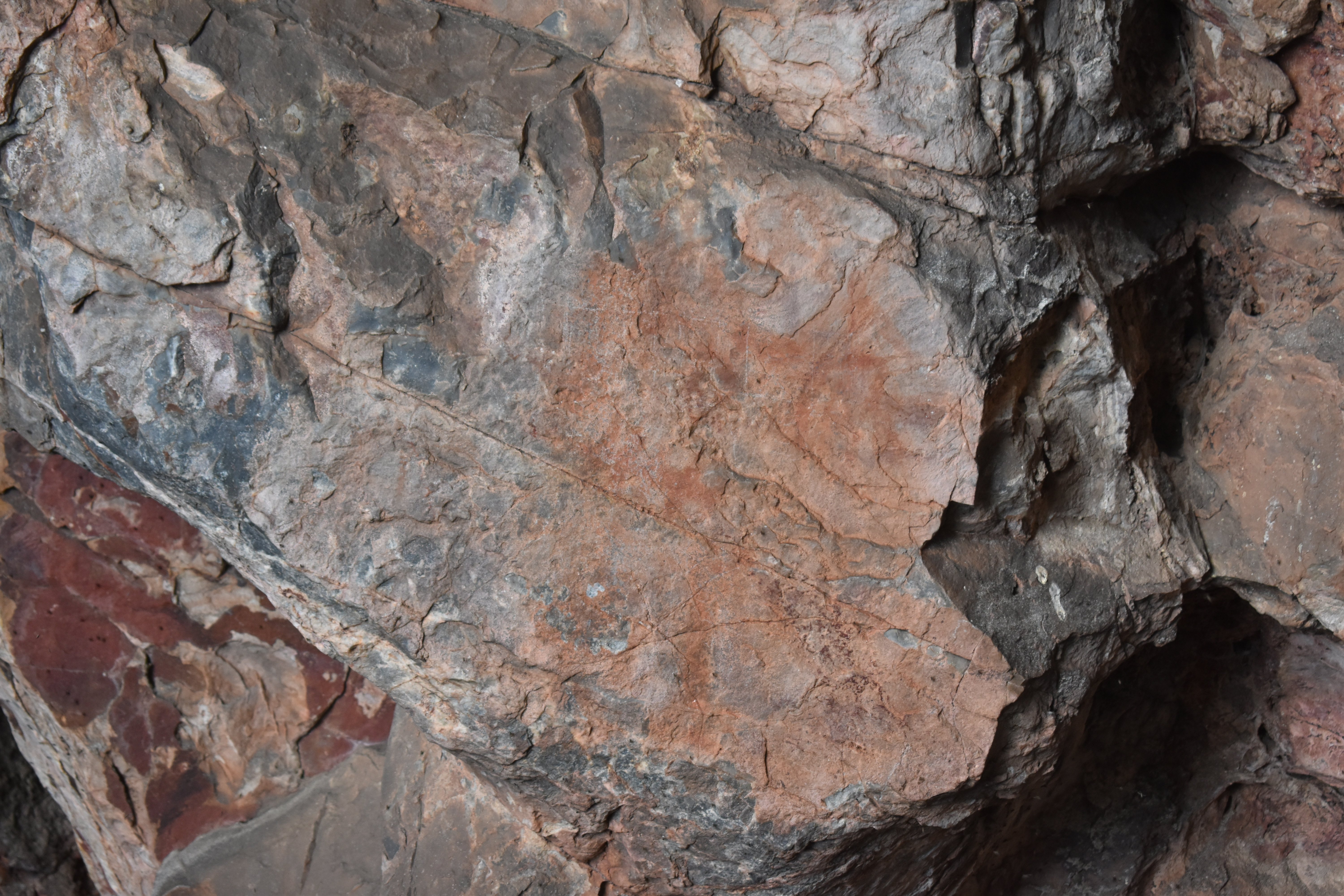